# Metacyclops lusitanus
Metacyclops lusitanus – gatunek widłonoga z rodziny Cyclopidae. Nazwa naukowa tego gatunku skorupiaków została opublikowana w 1961 roku przez szwedzkiego zoologa Knuta Lindberga.